# Society for Industrial and Applied Mathematics
A Society for Industrial and Applied Mathematics (SIAM) (literalmente Sociedade para a Matemática Aplicada e Industrial), com sede em Filadélfia, é uma sociedade dos Estados Unidos para a matemática aplicada. Foi fundada em 1952 por matemáticos atuantes na indústria e conta atualmente mais de 14,5 mil membros. Organiza conferências científicas, publica livros e 18 revistas científicas. Concede dentre outros o Prêmio George Pólya, o Prêmio Norbert Wiener (com a American Mathematical Society), o Prêmio James H. Wilkinson, o Prêmio Theodore von Kármán e o Prêmio George David Birkhoff. A SIAM também coorganiza a cada quatro anos o International Congress on Industrial and Applied Mathematics (ICIAM), uma conferência internacional de matemática aplicada.